# 博湖指蛛
博湖指蛛（学名：Bathyphantes bohuensis）为皿蛛科指蛛属的动物。在中国大陆，分布于新疆等地，常见于草丛、农田以及果园 土块及土缝间。该物种的模式产地在新疆。